# Wahlkreis Florenz (Camera dei deputati)
Der Wahlkreis Florenz ist seit 2020 ein Wahlkreis (italienisch collegio elettorale) für die Wahl der Abgeordnetenkammer.

## Wahlkreisgebiet
| Wahlkreise – Camera dei deputati – Toskana | Wahlkreise – Camera dei deputati – Toskana | Wahlkreise – Camera dei deputati – Toskana                                                                 |
| Provinz                                    | Provinz                                    | Gemeinden nach Provinzen ⮞ Wahlkreis                                                                       |
| ------------------------------------------ | ------------------------------------------ | --- |
|                                            | Metropolitanstadt Florenz (41 Gemeinden)   | 1 ⮞ Wahlkreis Florenz 28 ⮞ Wahlkreis Scandicci 9 ⮞ Wahlkreis Prato 2 ⮞ Wahlkreis Arezzo 1 ⮞ Wahlkreis Pisa |
|                                            | Provinz Arezzo (36 Gemeinden)              | alle ⮞ Wahlkreis Arezzo                                                                                    |
|                                            | Provinz Grosseto (28 Gemeinden)            | alle ⮞ Wahlkreis Grosseto                                                                                  |
|                                            | Provinz Livorno (19 Gemeinden)             | alle ⮞ Wahlkreis Livorno                                                                                   |
|                                            | Provinz Lucca (33 Gemeinden)               | 26 ⮞ Wahlkreis Lucca 7 ⮞ Wahlkreis Massa                                                                   |
|                                            | Provinz Massa-Carrara (17 Gemeinden)       | alle ⮞ Wahlkreis Massa                                                                                     |
|                                            | Provinz Pisa (37 Gemeinden)                | alle ⮞ Wahlkreis Pisa                                                                                      |
|                                            | Provinz Pistoia (20 Gemeinden)             | 13 ⮞ Wahlkreis Lucca 7 ⮞ Wahlkreis Prato                                                                   |
|                                            | Provinz Prato (7 Gemeinden)                | alle ⮞ Wahlkreis Prato                                                                                     |
|                                            | Provinz Siena (35 Gemeinden)               | alle ⮞ Wahlkreis Grosseto                                                                                  |

Der Wahlkreis umfasst die Gemeinde Florenz, die bis 2020 in zwei Wahlkreise (Florenz – Quartiere Vecchio Novoli – Peretola und Florenz – Scandicci) unterteilt war.

## Wahlergebnisse

### Parlamentswahl 2022
| Kandidaten                          | Kandidaten               | Stimmen | %    | Listen                                                  | Stimmen | %    |
| ----------------------------------- | ------------------------ | ------- | ---- | ------------------------------------------------------- | ------- | ---- |
|                                     | Federico Gianassigewählt | 80.966  | 42,6 | Partito Democratico – Italia Democratica e Progressista | 56.716  | 29,8 |
| Alleanza Verdi e Sinistra           | Federico Gianassigewählt | 80.966  | 42,6 | 15.551                                                  | 8,2     |      |
| +Europa                             | Federico Gianassigewählt | 80.966  | 42,6 | 8.042                                                   | 4,2     |      |
| Impegno Civico – Centro Democratico | Federico Gianassigewählt | 80.966  | 42,6 | 657                                                     | 0,3     |      |
|                                     | Angela Sirello           | 51.086  | 26,9 | Fratelli d’Italia                                       | 36.710  | 19,3 |
| Lega per Salvini Premier            | Angela Sirello           | 51.086  | 26,9 | 6.989                                                   | 3,7     |      |
| Forza Italia                        | Angela Sirello           | 51.086  | 26,9 | 6.547                                                   | 3,4     |      |
| Noi Moderati                        | Angela Sirello           | 51.086  | 26,9 | 840                                                     | 0,4     |      |
|                                     | Lucia Annibali           | 26.156  | 13,8 | Azione – Italia Viva                                    | 26.156  | 13,8 |
|                                     | Andrea Quartini          | 19.041  | 10,0 | Movimento 5 Stelle                                      | 19.041  | 10,0 |
|                                     | Stefano Cecchi           | 5.485   | 2,9  | Unione Popolare                                         | 5.485   | 2,9  |
|                                     | Massimo Orlandini        | 3.131   | 1,6  | Italia Sovrana e Popolare                               | 3.131   | 1,6  |
|                                     | Vera Balsimelli          | 2.853   | 1,5  | Italexit per l’Italia                                   | 2.853   | 1,5  |
|                                     | Fatima Frangioni         | 1.343   | 0,7  | Vita                                                    | 1.343   | 0,7  |
| Gesamt                              | Gesamt                   | 190.061 | 100  |                                                         | 190.061 | 100  |
|                                     |                          |         |      |                                                         |         |      |
| Ungültige Stimmen                   | Ungültige Stimmen        | 6.070   | 3,1  |                                                         |         |      |
| Wähler                              | Wähler                   | 196.131 | 73,2 |                                                         |         |      |
| Wahlberechtigte                     | Wahlberechtigte          | 268.082 |      |                                                         |         |      |
|                                     |                          |         |      |                                                         |         |      |
| Quelle: Innenministerium            |                          |         |      |                                                         |         |      |